# Grant Esterhuizen
Pas d'image ? Cliquez ici

a Compétitions nationales et continentales officielles uniquement.

b Matchs officiels uniquement.
Grant Esterhuizen, né le 28 avril 1976 à Alexander Bay (Afrique du Sud), est un joueur de rugby à XV sud-africain. Il a joué en équipe d'Afrique du Sud et a évolué au poste de centre au sein de l'effectif de l'ASM Clermont Auvergne.
Il est engagé en tant que joker médical avec l'ASM Clermont Auvergne en septembre 2006.

## Carrière

### En club et province
Il a disputé dix matchs de coupe d'Europe avec Bourgoin et douze matchs de Super 14 avec les Cats en 2006.
En mars 2009, il est sélectionné avec le XV du président, sélection de joueurs étrangers évoluant en France coachée par Vern Cotter, pour jouer un match amical contre les Barbarians français au Stade Ernest-Wallon à Toulouse. Le XV du président l'emporte 33 à 26.

### En équipe nationale
Il a honoré sa première cape internationale en équipe d'Afrique du Sud le 22 juillet 2000 contre l'équipe de Nouvelle-Zélande et sa dernière le 2 décembre de la même année contre l'équipe d'Angleterre.

## Palmarès

### En club
- Finaliste du championnat de France : 2007 et 2008 avec Clermont
- Vainqueur du challenge européen : 2007

### En équipe nationale
- 7 sélections en équipe d'Afrique du Sud en 2000